# District de Saharanpur
Le district de Saharanpur (en hindi : ज़िला सहारनपुर, en ourdou : ضلع سهارنپور) est un district de l'État de l'Uttar Pradesh en Inde.

## Géographie
Sa capitale est la ville de Saharanpur. 
La superficie est de 3 689 km2 et sa population est en 2011 de 3 464 228 habitants,.
Le taux d'alphabétisation est de 62,61%.